# نیلوفر یوملو
نیلوفر یوملو (ترکی استانبولی: Nilüfer Yumlu؛ زادهٔ ۳۱ مهٔ ۱۹۵۵) یک خواننده اهل ترکیه است. وی از سال ۱۹۷۲ میلادی تاکنون مشغول فعالیت بوده‌است. او در سال ۱۹۷۸ در مسابقات یوروویژن شرکت کرد و مقام ۱۸ رو کسب کرد.